# Тарзан 2
«Тарзан 2: Легенда начинается» (англ. Tarzan II: The Legend Begins) — мультфильм 2005 года, выпущенный сразу на DVD, мидквел мультфильма «Тарзан» 1999 года студии Уолта Диснея. Релиз состоялся 14 июня 2005 года.

## Сюжет
Больше всего на свете малыш Тарзан, которого воспитывают гориллы, боится, что ужасный монстр Зугор найдёт и поймает его. Мальчик расстроен, что он не может бегать так же быстро, как его сородичи, и пытается улучшить свою физическую форму, случайно сея хаос вокруг. В результате несчастного случая, его мать Кала и остальные обезьяны уверены, что Тарзан погиб. Мальчик решает, что так оно лучше и убегает прочь от логова стаи.
Оказавшись в одиночестве в джунглях, мальчик подвергается преследованию самки леопарда Сабор. Вскоре Тарзан оказывается у зловещей Тёмной горы, на которой живут два-брата гориллы — глупый Уто и головорез Каго, а также их властная мать Гунда. Однако они боятся Зугора так же, как и сам Тарзан — когда по долине разносится пугающий рёв монстра, Тарзану удаётся сбежать от кровожадной семьи. Неожиданно он встречает старую гориллу, которая прячется ото всех уже очень давно — Тарзан понимает, что это и есть ужасный монстр Зугор, использующий хитроумные приспособления, чтобы отпугивать забредших к горе животных. По непонятным причинам Зугор избрал путь одиночества, и мальчик пытается выяснить, в чём причины такого решения.
Лучшие друзья Тарзана, горилла Тёрк и слонёнок Тантор, пытаются уговорить мальчика вернуться домой, но их уговоры на него не действуют. Лишь встреча со своей матерью Калой, противостоящей Гунде и её сыновьям, заставляет Тарзана понять, где его дом.

## Актёры и персонажи
- Тарзан (Гаррисон Чед) — мальчик, пытающийся вписаться в свою обезьянью семью. Когда он был ребёнком, Тарзан боялся мифического монстра Зугора, который обитает на Тёмной горе. Кроме того, он очень боится за свою мать, обезьяну Калу.
- Кала (Гленн Клоуз) — приёмная мать Тарзана, большая горилла. Она добра и нежна, но только до тех пор, пока не почувствует угрозу своим близким.
- Терк (Бренда Грэйт) — саркастичная «кузина» Тарзана. Её полное имя — Теркина.
- Тантор (Гаррисон Фан) — слон, лучший друг Тарзана и Тёрк с большим набором различных фобий.
- Керчак (Лэнс Хенриксен) — муж Калы и вожак стаи горилл.
- Зугор (Джордж Карлин) — знаменитый монстр с Тёмной горы, которого боятся практически все обитатели джунглей, оказавшийся старой обезьяной, живущей отшельником.
- Мама Гунда (Эстелль Харрис) — властная обезьяна, привыкшая подчинять себе всех и вся. Главная антагонистка мультфильма.
- Уто (Брэд Гарретт) — глупая и неуклюжая обезьяна, второй отрицательный персонаж мультфильма. Любит сбрасывать животных со скалы, чтобы проверить, смогут ли они полететь. Сын Гунды.
- Каго (Рон Перлман) — жестокий убийца, ещё один отрицательный персонаж фильма. Второй сын Гунды, брат Уто.

Также в работе над фильмом принял участие актёр Фрэнк Уэлкер, специализирующийся на озвучивании животных.

## Музыка
В мультфильме звучат две новые песни: «Leaving Home (Find My Way)» и «Who Am I?», а также «Who Am I? (Reprise)». Песни вновь написал Фил Коллинз, а исполнили их Гленн Клоуз, Джордж Карлин и Бред Гарретт.

## Премии
Фильм получил награду «DVDX Award» за лучшую оригинальную музыку для DVD-фильма в 2006 году. Картина была номинирована на премию «Annie Award» за лучший фильм, предназначенный для выпуска на домашнем видео, и премию «Young Artist Award» за лучшее исполнение женской роли (актрисой Брендой Грейт).